# Suizhong
Suizhong, tidigare känt som Suichung, är ett härad som lyder under Huludaos stad på prefekturnivå i Liaoning-provinsen i nordöstra Kina. Det ligger omkring 330 kilometer sydväst om provinshuvudstaden Shenyang.